# El Hato (Los Santos)
El Hato es un corregimiento ubicado en el distrito de Guararé en la provincia panameña de Los Santos. En el año 2010 tenía una población de 374 habitantes y una densidad poblacional de 15.6 personas por km².